# Терминатор: Генезис
«Термина́тор: Генезис» (англ. Terminator Genisys) — американский боевик 2015 года в жанре киберпанк, который является пятой частью франшизы «Терминатор». Это перезагрузка франшизы, в которой замысел оригинального фильма разворачивается в другом направлении, а события, показанные в сиквелах и телесериале, игнорируются. Роли исполняют Арнольд Шварценеггер, Эмилия Кларк, Джейсон Кларк и Джай Кортни. История следует за Кайлом Ризом, солдатом в постапокалиптической войне против Скайнета, которого отправляют из 2029 в 1984 год, чтобы предотвратить смерть Сары Коннор. Когда Кайл прибывает в прошлое, он обнаруживает, что временная линия была изменена Скайнетом, и что Сара была воспитана перепрограммированным Терминатором, посланным, чтобы защитить ее.
Сиквелы для «Терминатора: Да придёт спаситель» были отменены после того, как The Halcyon Company столкнулась с юридическими проблемами и подала заявление о банкротстве. Меган Эллисон и ее продюсерская компания Annapurna Pictures приобрели права на франшизу в мае 2011 года. Skydance Productions, принадлежащая брату Эллисон Дэвиду, в следующем году сотрудничала над производством еще одной части серии. Эллисоны консультировались с создателем Терминатора Джеймсом Кэмероном и черпали вдохновение в оригинальном фильме (1984) и его продолжении (1991). Основные съемки проходили в основном в Новом Орлеане, но также и в Сан-Франциско. Шесть компаний занимались визуальными эффектами фильма, с его протезным гримом и аниматроникой, созданной Legacy Effects. Компания Paramount вложила в бюджет картины 34 % средств, её условием являлось обязательное участие Арнольда Шварценеггера в фильме.
Слово Genisys созвучно c Genesis (Бытие), однако имеет следующие расшифровки: «GENeralized Information SYStem» (обобщённая информационная система) и «A GENealogical Information SYStem» (генеалогическая информационная система). Первый термин связан с International Business Machines Corporation (IBM) и известен с 1965 года, а второй связан с American Association of Physical Anthropologists (AAPA) и известен с 1969 года.
Премьера фильма состоялась в Голливуде 28 июня 2015 года, а в прокат США он вышел 1 июля. Премьера в России состоялась 2 июля 2015 года в формате RealD 3D и IMAX 3D. Фильм был негативно встречен критиками, раскритиковавшими сюжет и игру, хотя возвращение и игра Арнольда Шварценеггера получили высокую оценку. «Терминатор: Генезис» собрал более 440 млн долларов по всему миру, что сделало его вторым самым кассовым фильмом сериала и карьеры Шварценеггера после «Терминатора 2: Судный день». Несмотря на это, его коммерческая эффективность была ниже, чем ожидалось, в результате чего два запланированных сиквела и сериал были отменены.
Следующий фильм «Терминатор: Темные судьбы», игнорирует все продолжения, снятые после второго фильма.

## Сюжет
В 2029 году лидер Сопротивления Джон Коннор начинает последнее наступление на Скайнет — систему искусственного интеллекта. Прежде, чем Сопротивление сможет победить, Скайнет активирует машину времени и отправляет Терминатора Модели 101/T-800 в прошлое в день 12 мая 1984 года, чтобы убить Сару — мать Джона. Правая рука Джона Кайл Риз вызывается отправиться в прошлое, чтобы защитить ее. Когда Кайл находится в магнитном поле машины времени, он видит, как на Джона нападает другой солдат Сопротивления. Это изменяет временную последовательность, и Кайл испытывает детские воспоминания из альтернативной версии самого себя.
Когда T-800 Скайнета прибывает в Лос-Анджелес 1984 года, он оказывается выведен из строя Сарой и «Папсом» (англ. Pops, «папаша»), перепрограммированным Т-800. Папса отправили в 1973 год, чтобы защитить Сару, когда ей было девять лет, после того как её родителей убил Т-1000. Когда Кайл появляется в 1984 году, он узнает, что временная последовательность была изменена. Кайла опережает T-1000, которого Сара и Папс уничтожают кислотой. Сара и Папс создали временную машину времени при помощи изъятого с головы оригинального T-800 чипа (она сработает только один раз), и Сара планирует предотвратить Судный день, отправившись в 1997 год, в год обретения системой самосознания. Тем не менее Кайл убеждён, что будущее изменилось из-за сообщения, которое он получил в своём детском видении, и убеждает Сару отправиться вместо этого в 2017 год, чтобы остановить Скайнет.
В 2017 году Кайл и Сара появляются в центре оживленной трассы в Сан-Франциско, их задерживает полиция. Во время оказания медицинской помощи Сара и Кайл узнают, что здесь Скайнет теперь называется Генезис - глобальная операционная система, которую скоро должны запустить во всем мире. Внезапно появившийся Джон Коннор спасает Сару и Кайла от облавы; но после этого появляется Папс, который почему-то стреляет в Джона. Папс пояснил, что Джон теперь - продвинутый Терминатор (T-3000). Выясняется, что после нападения в зале машины времени Джон Коннор попал в руки Скайнета, скрывающегося под личиной Алекса, и подвергся процедуре введения нанороботов, что изменило его клеточную структуру. Также становится известно, что Скайнет заранее отправил Джона в 2014 год, где с его подачи «Кибердайн Системз» начала разработку Генезиса, а также технологий жидкого металла и машины времени.
За день до всемирной атаки Скайнета Сара, Кайл и Папс прячутся в убежище и делают последние приготовления для уничтожения мэйнфрейма Кибердайн Генезис. Они направляются к штаб-квартире Кибердайн, их преследует Джон. Во время воздушной погони Папс сбрасывает бомбы на вертолет Джона, в результате вертолет терпит аварию. Джон выживает в аварии и входит в комплекс Кибердайн, где ускоряет обратный отсчет с 13 часов до 15 минут. Кайл, Сара и Папс закладывают бомбы в здании.
В финальной битве Папс заманивает в ловушку Джона в магнитном поле прототипа машины времени. Оба уничтожены, но незадолго до взрыва останки Папса выброшены из аппарата в соседнюю экспериментальную цистерну с миметическим полисплавом. Кайл и Сара добираются до бункера под объектом, происходит взрыв, в результате Генезис не подключается к сети. Через некоторое время Папс вскрывает дверь бункера с помощью трансформирующихся лезвий — в ёмкости с жидким металлом он не погиб, а обновился, обретя свойства Т-1000 (металломорфную оболочку).
Остаётся последнее — замкнуть петлю времени, обучив маленького Кайла ключевым фактам, которые он должен использовать в ответвившемся будущем. Сара и Кайл вновь встречаются с ним, и взрослый Риз инструктирует «сам себя» запомнить фразу «Генезис — это Скайнет». Поскольку Скайнет теперь уничтожен, то Сара и Кайл решают, что они могут выбрать ту жизнь, которую хотят. Однако ядро Генезиса, находившееся в некоем подземном помещении, уцелело после взрыва. Затем появляется голограмма Алекса.

## В ролях
- Арнольд Шварценеггер — Терминатор T-800 / Папс  (The Guardian)
  - Бретт Азар  — молодая версия Папса и Т-800, посланный в 1984 год
- Джейсон Кларк — Джон Коннор / Т-3000
- Эмилия Кларк — Сара Коннор
- Джай Кортни — Кайл Риз / T-1000 в образе Кайла Риза
  - Брайнт Принц — Кайл Риз в детстве
- Ли Бён Хон — T-1000
- Дж. К. Симмонс — детектив О'Брайен[16]
- Мэтт Смит — Алекс (Т-5000) / Скайнет
- Нолан Гросс— Скайнет 12/14 лет
- Аарон В. Уильямсон — Т-800[17][18] который напал на Кайла Риза в детстве
- Дайо Окенаи — Дэнни Дайсон
- Кортни Б. Вэнс — Майлз Дайсон
- Грегори Алан Уильямс — детектив Хардинг
- Сандрин Холт — детектив Чун / Т-3000 в образе детектива Чун
- Грифф Фёрст — Бёрк
- Терри Уайбл — Мариам
- Майкл Глэдис — лейтенант Матиас
- Джозеф Велес — специальный агент Ромеро
- Мэтти Ферраро — агент Джанссен
- Тэрри Дейл Паркс — полицейский 1
- Энтони Майкл Фредерик — полицейский 2
- Керри О'Мэлли — мать Кайла
- Ли, Джон — Панк 1
- Джеймс Моусес Блэк — часовой
- Брэндон Стэйси — полицейский

## Основные персонажи
В начале ноября 2013 года продюсеры приступили к поиску исполнителей главных ролей.
Т-800 модель 101
Арнольд Шварценеггер подтвердил своё участие в фильме. Участие актёра также было обязательным условием Paramount Pictures — финансирующей компании и дистрибьютора фильма. Брэтт Азар играет молодую версию T-800 в 1984 и 1973 годах. Поверх лица Азара при помощи компьютерных технологий нанесено лицо молодого Шварценеггера. Аарон В. Уильямсон играет терминатора Т-800, который напал на маленького Риза в начале фильма.
Сара Коннор
На роль Сары Коннор проходили кастинг Эмилия Кларк, Бри Ларсон, Марго Робби и Татьяна Маслани. Эмилия Кларк прошла кастинг. На момент утверждения ей было 26 лет, сколько и Линде Хэмилтон, во время её съёмок в первом «Терминаторе». Эмилия Кларк стала второй актрисой из сериала «Игры престолов», исполнившей роль Сары Коннор. Ранее Лена Хеди играла эту роль в сериале «Терминатор: Битва за будущее».
Джон Коннор/Т-3000
Сообщалось, что в роли Джона Коннора Алан Тейлор видит Тома Харди. Переговоры не сложились. В середине декабря 2013 года просочилась информация о пробах Джейсона Кларка на эту роль, с тех пор она закрепилась за ним. Актёру 44 года, столько Джону Коннору по сюжету в 2029 году.
Кайл Риз
Сыграть Кайла Риза предлагалось Гаррету Хедлунду, Николасу Холту и Тейлору Китчу. В январе 2014 года стало известно, что все трое ответили отказом. Следующими кандидатами стали Сэм Рид, Уилсон Бетел, Бойд Холбрук, Джай Кортни и    Томас Кокерел . В итоге роль Кайла Риза получил Джай Кортни, он мог выбыть из актёрского состава «Терминатора», так как съёмочный график совпадал с производством сиквела «Дивергента». Но контракт был составлен таким образом, чтобы он смог сняться в обоих фильмах.. 
Детектив О’Брайен
14 марта 2014 года в Сети появилось сообщение о том, что американский актёр Дж. К. Симмонс ведет переговоры на роль ранее не упоминавшегося во франшизе персонажа «детектива-алкоголика, на протяжении трех десятков лет расследующего странные события, в которых в разное время были замешаны Сара Коннор и киборги».
Т-1000
Т-1000, присутствующего в 1984 году, играет Ли Бён Хон. 
Дэнни Дайсон
26 марта Джон Бойега стал рассматриваться на роль сына Майлза Дайсона, инженера корпорации «Кибердайн», фактически создавшего оборонную сеть «Скайнет». 29 марта ресурс Deadline сообщил, что роль получит актёр Дайо Окенайи, поскольку Бойега будет занят в съемках «Звездные войны VII». Сам персонаж описывается как гений, который фигурирует большей частью в заключении фильма. Молодой человек держит ключ к развитию технологий, что делает Скайнет возможным.
Алекс/Скайнет
5 мая 2014 года стало известно, что Мэтт Смит будет принимать участие в фильме. Его утверждение завершило кастинг главных ролей фильма. Его персонаж — Скайнет, который представлен в образе Алекса (бойца сопротивления), превращающий инфицированного в гибрид человека и киборга новой серии Т-3000.

## Производство
О перезагрузке и создании фильма «Терминатор: Генезис» сообщили студии Skydance Productions, Annapurna Pictures и Paramount Pictures.
24 января 2014 года стало известно, что Меган Эллисон и её компания Annapurna Pictures отказались от финансирования фильмов новой трилогии. Но Меган Эллисон останется в титрах всех трёх фильмов в качестве исполнительного продюсера. Ответственность за финансирование взяли на себя Дэвид Эллисон и его компания Skydance Productions в размере 66 %, а также студия Paramount Pictures в размере 34 %.
Рабочее название фильма «Vista» — в переводе означает «перспектива, виды на будущее», и вероятно, является отсылкой к ставшей крылатой фразе киборга Терминатора из фильма «Терминатор 2: Судный день» «Hasta la vista, baby» (рус. До встречи, детка), произносимой Арнольдом Шварценеггером, которая входит в топ 100 фраз американского кинематографа под номером 76.
1 декабря 2013 года началась подготовка к съёмкам. Съемки прошли в Новом Орлеане и Сан-Франциско с 21 апреля по 6 августа 2014 года (106 дней). Компьютерную графику CGI изготавливала компания ILM, бессменно сотрудничающая с кинофраншизой «Терминатор», начиная со 2-й части. Из-за увеличившейся доли симулированного изображения были дополнительно привлечены специалисты английских студий Double Negative и MPC. Последняя отвечала за создание на основе фигуры Брэтта Азара компьютерной модели молодого терминатора Т-800 в сцене боя со своим постаревшим аналогом, сыгранным Шварценеггером.
Сцена переворота автобуса на проезжей части моста «Золотые ворота» была скомбинирована из реальных кадров и фрагментов, отснятых на декорации, построенной в Новом Орлеане и имитирующей 150-метровый участок настоящего моста. Автобус опрокидывался в кадре с помощью азотной пушки.
Дополнительные съемки проходили с 26 января по 6 февраля 2015 года. Известно, что в них приняли участие Арнольд Шварценеггер, Дж. К. Симмонс, Джейсон Кларк, Эмилия Кларк.
22 мая 2015 года Skydance Productions на страницах в социальных сетях объявила о полном завершении производства кинокартины. На данный момент фильм является предпоследней частью всей франшизы Терминатора.
Довольно долго в прессе фильм называли Terminator: Genesis, при этом официальные источники никогда так не обозначали фильм, упоминая его как Terminator reboot. С окончанием съемок итоговый заголовок стал известен — Terminator Genisys без двоеточия между словами.

## Саундтрек
Первоначально композитором был нанят Кристоф Бек. Спустя несколько месяцев вместо него за музыку фильма взялся Лорн Балф. Музыкальным продюсером был нанят Ханс Циммер.
Композитор Лорн Балф написал саундтрек к пятому «Терминатору» в оркестровом стиле. Саундтрек был записан на студии Air Studios в Лондоне. Первый день записи пришелся на 20 апреля. 5 мая началась миксовка саундтрека, и 7 мая эта стадия закончилась.

## Факты
- Незадолго до выхода фильма Шварценеггер стал живым экспонатом музея Мадам Тюссо и пугал посетителей[30].
- На японской премьере фильма Шварценеггер встретился со своим актером озвучивания, Гэндой Тэссё. На встрече он заявил что для него честь встретиться с японским актером озвучивания. И он хотел бы чтобы Гэнда продолжал его дублировать еще сотню лет. Таким образом, Шварценеггер одобрил Гэнду как своего вечного актера дубляжа, что вызвало овации со стороны поклонников. Сам же Гэнда заявил, что подобные слова являются лучшей похвалой для его работы.[31]

## Сопутствующие медиа

### Мобильная игра от Glu Mobile
Создание игры велось совместно с творческой группой фильма (в том числе сценаристом Патриком Люссье). Игра познакомит с персонажами и событиями франшизы Терминатор. Бесплатная для скачивания, игра под названием Terminator Genisys: Revolution появилась в Play Market и App Store 3 июня.

### Terminator Genisys: Future Warмобильные игры
Действие Терминатор Генезис: будущая война разворачивается сразу после событий фильма Терминатор: Генезис. Игрокам предстоит принять участие в борьбе между машинами и людьми, чтобы изменить будущее этого мира, а ее релиз состоялся 18 мая 2017 года на площадках App Store и Google Play.

### Настольная игра от Warlord Games
В январе 2015 года Warlord Games сообщила, что станет эксклюзивным дистрибьютором настольной игры «War Against the Machines». Производитель River Horse, дизайнер Алессио Каватор. Игра будет представлять собой 28 мм фигурки Джона Коннора, бойцов Сопротивления и машин Скайнет. Набор «Война против Машин» поступил в продажу летом, одновременно с новым фильмом.

### Книга о создании фильма
В ноябре 2014 года стало известно, что автор Дэвид Коэн пишет 160-страничную книгу «Art and Making of Terminator Genisys», которая будет выпущена 30 июня 2015 года.
Читатели посетят закулисье проекта: взглянут на сложнейшие задачи, с которыми сталкивалась команда при создании новой части. Издание будет широко использовать концепт-арт и фотографии со съемок, наряду с углубленным, насыщенным повествованием и поразительной визуальной составляющей фильма. Обещаются интервью с ключевыми актерами и членами съемочной команды, страницы сценария, части концепт-арта, заметки со съемок.

### Коллекционные модели и статуэтки
Компания Chronicle Collectibles известила, что выпустит эндоскелет и бюст Т-800 в масштабе 1:1. Также фанаты получат уменьшенные фигурки Hunter-Killer Aerial, Hunter-Killer Walker, плазменные винтовки, микрочипы.
Neca Toys анонсировала 7-дюймовые статуэтки Защитника (Арнольд Шварценеггер) и эндоскелета. Обе фигурки будут поставляться с аксессуарами, как-то: дробовик Remington и плазменная винтовка.
Mega Block презентовала набор-конструктор по фильму, в который входят: Центурион, эндоскелеты, повстанцы, Защитник, Джон Коннор, машина времени.
Hot Toys в июле начнет продажи семидюймовых фигурок Защитника и эндоскелета.
Dragon Models выпустила серию игрушек Т-800 в размере 1/9.

### Короткометражный веб-сериал
Короткометражный веб-сериал «Терминатор Генезис: Хроники YouTube» был выпущен в трёх частях 22 июня 2015 года для рекламы пятого фильма. Сериал был снят Чарльзом Пеком, а сценаристом был Джей Бушман. В сериале есть несколько популярных YouTube звёзд, появляющихся вместе с Арнольдом Шварценеггером в роли Т-800.

## Отзывы  и оценки
Фильм получил преимущественно негативные отзывы критиков. Согласно агрегатору рецензий Rotten Tomatoes, только 26 % отзывов были положительными, согласно агрегатору Metacritic — 38 %. RT обобщает отзывы так: «Испорченный запутанной мифологией „Терминатор: Генезис“ — это унылое повторение пройденного, которому не хватает тематической глубины, концептуальных идей и визуального зрелища, которые прославили некогда великую серию». Отзывы в российской прессе были чуть мягче. Согласно агрегатору «Критиканство» средняя оценка фильма критиками составила 5,5 из 10.
Посмотрев предварительный показ фильма, Кэмерон выразил свою поддержку «Терминатору: Генезис». Описывая его как дань уважения первым двум фильмам, Кэмерон сказал, что, по его мнению, «франшиза получила новую жизнь». Однако в 2017 году, после отмены сиквелов фильма, Кэмерон отказался от своего заявления и сказал, что поддерживал фильм только из-за своей дружбы со Шварценеггером. 
Актриса Эмилия Кларк выразила облегчение, узнав, что не будет никаких сиквелов после неутешительных кассовых сборов фильма. Говоря о режиссере фильма Алане Тейлоре, с которым она работала над «Игрой престолов», Кларк сказала: «Его съели и пережевали в Терминаторе. Он был не тем режиссером, которого я помнила. Он не провел хорошо время. Никто не провел хорошо время». В интервью 2021 года изданию The Hollywood Reporter Тейлор признался, что «потерял желание снимать фильмы и жить как режиссер» после своего опыта работы над «Генезисом» и «Тором 2», что заставило его впасть в депрессию. Он отметил, что его работа над пилотным эпизодом телесериала по роману «Пикник на обочине» и над сериалом «Электрические сны» на Amazon Video помогла ему выйти из депрессии, когда он вновь открыл для себя радость кинопроизводства, сделав «пару действительно маленьких вещей» медленно, меньше и лично, как фильмы, которые он снимал, будучи студентом-кинематографистом. 
Производство картины проходила настолько неудовлетворительно, что съемочная группа, работавшая неподалёку от него, даже заказала куртки с надписью «По крайне мере, мы не в Терминаторе!».
Многие издания впоследствии назвали «Генезис» худшим фильмом в серии «Терминатор».

### Награды
- 2016 — номинация на «Сатурн» как «лучший научно-фантастический фильм».

## Кассовые сборы
Фильм собрал в прокате в общей сложности $ 440 603 537 долларов. Бюджет производства фильма составил $ 155 млн, ещё около $ 50—100 млн потрачено по оценкам аналитиков на рекламу. Bloomberg Business предположил, что фильм должен заработать, по крайней мере, не менее $ 450 млн, чтобы выйти в плюс.

## Будущее

### Отменённое продолжение
Skydance Productions и телевизионное подразделение Paramount Pictures планировали создание сериала по вселенной Терминатора, который был бы сюжетно связан с новым фильмом. Сценаристами нового сериала были наняты Эшли Эдвард Миллер и Зак Стенц.
Продюсеры Меган и Дэвид Эллисоны просили Джеймса Кэмерона вернуться в проект. На просьбу новых владельцев «Терминатора» режиссёр частично согласился. Он предложил проконтролировать, что создатели точно изобразят Терминатора, не изменяя ему, а также пригласят Шварценеггера.
В сентябре 2014 года Paramount анонсировала два продолжения с назначенными датами на 19 мая 2017 года и 29 июня 2018 года.
4 февраля 2015 года Шварценеггер подтвердил, что он вернется к роли в следующем фильме. В июне 2015 года генеральный директор Skydance Дэвид Эллисон и главный операционный директор Дана Голдберг сказали, что сериал все ещё в разработке. 26 июля 2015 года, как сообщает The Hollywood Reporter, кинокомпании Paramount и Skydance отказались давать комментарии о состоянии ранее объявленных сиквелов и сериала.
1 октября 2015 года «Голливудский репортёр» сказал, что продолжение и телевизионный сериал были заморожены на неопределенный срок, потому что «Терминатор: Генезис» не смог справиться с возрождением франшизы. 6 октября Голдберг сказала, что она больше не будет продюсером. По её словам, несмотря на разочаровывающую внутреннюю производительность «Генезиса», компания была довольна мировыми номерами и все еще была намерена создавать новые фильмы и сериал. Производство сиквела начнется не раньше 2016 года, потому что компания планировала исследование рынка, чтобы определить свое направление после «Genisys».
В январе 2016 года Парамаунт объявила, что сиквел был отменён и снят с разработки. В апреле 2016 года Эмилия Кларк сказала, что она больше не вернется к роли Сары Коннор. В апреле 2018 года Джейсон Кларк спросил Коллайдера, знает ли он какие-либо подробности о планируемом направлении отмененного продолжения Генезиса, в котором он сказал, что второй был бы связан с отправкой Джона после того, как он был взят в плен Скайнетом и превращён в на половину машину, наполовину человека, там второй фильм и должен был начаться.

### Мягкий перезапуск
20 января 2017 года «Deadline» сообщила, что Джеймс Кэмерон, к которому в 2019 году вернутся права на Терминатора, выпустит следующий фильм «Терминатор», который так же будет настроен на перезагрузку и завершит франшизу раз и навсегда. Дэвид Эллисон и Skydance продолжают участвовать и ищут сценариста среди авторов научной фантастики с намерением, что им будет Тим Миллер. Автор статьи описывает фильм как перезагрузку, предполагая, что сюжетная линия «Терминатор: Генезис» будет игнорироваться, так же как и он проигнорировал третью и четвёртые части. К марту 2017 года New York Daily News сообщила, что студия решила не брать Шварценеггера и Эмилию Кларк, поскольку продолжение «Генезиса» было удалено из расписания выпусков студии.
21 марта 2017 года Дэвид Эллисон заявил, что новый фильм будет прямым «продолжением того, чего действительно хотели фанаты после Tерминатора 2». 3 апреля 2017 года Шварценеггер сказал, что он с нетерпением ждет того, чтобы сняться в новом «Терминаторе» и есть переговоры о том, чтобы еще одна студия взяла франшизу от Paramount и Кэмерона, но он не мог дать никаких подробностей до объявления.
В мае 2017 года Шварценеггер подтвердил, что он появится в следующем фильме о «Терминаторе», а Кэмерон будет контролировать производство. В июле 2017 года Кэмерон сказал, что он работает с Эллисоном, чтобы создать трилогию фильмов и контролировать её. Намерение заключается в том, чтобы Шварценеггер был вовлечен в какой-то степени, но также представил новые персонажи и «передать эстафету». Шварценеггер позже подтвердил, что он повторит свою роль Терминатора, а также сыграет человеческую основу для Т-800, роль напоминающая удаленную сцену из фильма «Терминатор 3: Восстание машин».
12 сентября 2017 года Skydance Media подтвердила, что Миллер направит новый фильм о «Терминаторе». 19 сентября 2017 года было объявлено, что Линда Хэмилтон вернется, чтобы повторить свою роль Сары Коннор из первых двух фильмов. Под наблюдением Кэмерона и Миллера была сформирована команда сценаристов для написания сценария новой трилогии. В производство было принято задействовать нового персонажа, женщину 18 или 20 лет. 8 марта 2018 года было объявлено, что Маккензи Дэвис сыграет оригинального персонажа в предстоящем фильме.